# Adinda carli
Adinda carli är en kräftdjursart som beskrevs av Ferrara, Meli och Stefano Taiti 1995. Adinda carli ingår i släktet Adinda och familjen Scleropactidae. Inga underarter finns listade i Catalogue of Life.